# Sahlbergella singularis
Sahlbergella singularis es una chinche de la familia Miridae que solo se encuentra en África central y occidental; aparece en distintas partes de la planta en diferentes fases del ciclo vital.  Normalmente, esta especie puede disminuir la producción en un 30%.
Hospedadores primarios: Theobroma cacao, Cola nitida.
Hospedadores secundarios: Bombax buonopozense, Ceiba pentandra, Cola, Gossypium, Theobroma.
Aparecen manchas de deshidratación en la planta; el insecto atraviesa el tallo con su estilete causando la muerte de las células más externas y destruyendo el parénquima cortical, colapsando la zona de incisión en la epidermis por el estilete y provocando ulceraciones. Las hojas quedan muy dañadas y suelen tener un color amarillo, pudiendo causar necrosis y muerte de la planta.
Los huevos se sepultan bajo la corteza y tienen dos filamentos para que entre el aire. Presentan 5 estadios en las que van aumentando de tamaño. Los daños producidos se asemejan a los de Helopeltis, pero Helopeltis, al ser más móvil, ataca también al fruto, mientras que el ataque de estas chinches se limita al tronco. Ya se pueden ver daños en chupones o brotes que no están lignificados, esta detección temprana es suficiente para establecer métodos de control. La diagnosis también puede incluir pruebas histológicas. Quizá la gran atracción de la plaga por el cacao resida en su cantidad de flavonoides, por lo que se está investigando sobre ello para ver por qué y cómo evitar la plaga con plantas con menor cantidad de ellos.
El ciclo dura unos 37-42 días, pueden volar bien en las horas templadas y al llegar a la madurez se dirigen a los brotes jóvenes para aparearse. La puesta es de entre 30 y 40 huevos, empiezan a aumentar la población en verano y hay un punto de máxima actividad en octubre y noviembre y un gran descenso en diciembre, aunque esto va variando según la zona.
La invasión de la chinche ocurre en dos fases: primero los adultos colonizan árboles en penumbra y tras la madurez sexual se desplazan a sitios más luminosos donde las hembras dejan sus huevos; por eso es importante fomentar zonas con umbría en los cultivos. Al eclosionar, la concentración de ninfas en la zona lleva a la formación de cápsida, donde la combinación de ninfas y una alta evaporación desecan el árbol. La humedad tiene un papel importante en las poblaciones, ya que la penuria hídrica en la planta activa ciertas rutas metabólicas del insecto y causa una gran cantidad de larvas muertas, por lo que en sitios como el Alto Amazonas, donde el contenido del agua en los brotes es menor, hay menos actividad de la plaga. 
Dispersión
Partes de la planta que se transportan para el comercio: frutos, tronco, tallos, etc... 
Otras partes que no se sabe que se transportan: raíces, partes de flores, leña, etc.

## Control
Control biológico:
Se ha de investigar más en este terreno, se han intentado enemigos naturales e hibridaciones con individuos tolerantes. 
Enemigos naturales:
Hay pocos y además su estudio en laboratorios es complejo.
Parasitoides:
- Leiophron sahlbergellae
- Pediobius
- Telenomus
Depredadores:
- Ochetomyrmex auropunctatus
Control químico
Los que más éxito han tenido son los pesticidas. El primer insecticida fue el HCH, pero se reemplazó, pues producía un sabor raro. Hoy se usa mucho Lindano 20, y en caso de resistencia organofosforados: Dianzión, Fentión, Fenitrotión, etc., y carbonatados propoxur, BPMC, elocon, etc., también piretroides: bifenthrin u organochlorine endosulfan, etc. La fumigación debe empezar en julio o agosto, al comienzo del crecimiento demográfico. El tratamiento consiste en dos rondas al mes, la segunda para eliminar las larvas recién salidas del huevo.